# Scooter McCray
Carlton Lamont «Scooter» McCray (Mount Vernon, Nueva York, 8 de febrero de 1960) es un exjugador y entrenador de baloncesto estadounidense que jugó tres temporadas en la NBA, además de hacerlo en la liga francesa y la CBA. Con 2,00 metros de estatura, lo hacía en la posición de alero. Es hermano del también exjugador de la NBA Rodney McCray.

## Trayectoria deportiva

### Universidad
Jugó durante cinco temporadas con los Cardinals de la Universidad de Louisville, en las que promedió 7,6 puntos, 2,7 asistencias y 5,5 rebotes por partido, Era un jugador prometedor hasta que en su segunda temporada se rompió la rodilla en el tercer partido de competición, lo que le hizo perderse el resto del campeonato, en un año en el que los Cardinals se hicieron con el Torneo de la NCAA. Al perderse prácticamente un año entero, jugó una quinta temporada como universitario.

### Profesional
Fue elegido en la trigésimo sexta posición del Draft de la NBA de 1983 por Seattle SuperSonics, con los que firmó un contrato por tres temporadas, pero tras una primera campaña en la que promedió 2,7 puntos y 2,4 rebotes, fue despedido poco después del comienzo de la temporada 1984-85.
Tras pasar el resto de la temporada en blanco, en 1985 ficha por el Caen Basket Calvados de la liga francesa, hasta que en septiembre de 1986 ficha como agente libre por Cleveland Cavaliers. En los Cavs de Lenny Wilkens jugó 22 partidos, en los que promedió 3,3 puntos y 2,4 rebotes. Jugó una temporada más en los Charleston Gunners de la CBA antes de retirarse definitivamente.

### Entrenador
En 1988 se convirtió en entrenador asistente de su alma mater, los Cardinals, puesto que ocupó hasta 1998. Desde 2008 es asistente en la Indiana University Southeast.

## Estadísticas de su carrera en la NBA

### Temporada regular
| Temporada | Edad | Equipo              | Liga | P  | TIT | MIN  | TC  | TCA | %TC  | 3P  | 3PA | %3P | TL  | TLA | %TL  | R.OF. | R.DEF. | REB | ASIS | ROB | TAP | PER | FP  | PTS |
| 1983-84   | 23   | Seattle SuperSonics | NBA  | 47 | 6   | 11.1 | 1.0 | 2.6 | .388 | 0.0 | 0.0 |     | 0.7 | 1.1 | .700 | 1.0   | 1.5    | 2.4 | 0.9  | 0.2 | 0.4 | 0.7 | 1.6 | 2.7 |
| 1984-85   | 24   | Seattle SuperSonics | NBA  | 6  | 0   | 15.5 | 1.0 | 1.7 | .600 | 0.0 | 0.0 |     | 0.5 | 0.7 | .750 | 1.0   | 1.8    | 2.8 | 1.2  | 0.2 | 0.5 | 1.7 | 2.2 | 2.5 |
| 1986-87   | 26   | Cleveland Cavaliers | NBA  | 24 | 2   | 11.6 | 1.3 | 2.7 | .462 | 0.0 | 0.0 |     | 0.8 | 1.7 | .488 | 0.8   | 1.6    | 2.4 | 1.0  | 0.4 | 0.2 | 1.0 | 1.2 | 3.3 |
| Total     |      |                     | NBA  | 77 | 8   | 11.6 | 1.1 | 2.5 | .423 | 0.0 | 0.0 |     | 0.8 | 1.2 | .611 | 0.9   | 1.6    | 2.5 | 1.0  | 0.3 | 0.3 | 0.9 | 1.5 | 2.9 |

### Playoffs
| Temporada | Edad | Equipo              | Liga | P | MIN | TCA | TC | 3PA | 3P | TLA | TL | R.OF. | REB | ASIS | ROB | TAP | PER | FP | PTS | %TC  | %3P  | %FT  | MIN | PTS | REB | AST |
| 1983-84   | 23   | Seattle SuperSonics | NBA  | 4 | 38  | 4   | 6  | 0   | 1  | 0   | 1  | 3     | 6   | 3    | 1   | 0   | 0   | 8  | 8   | .667 | .000 | .000 | 9.5 | 2.0 | 1.5 | 0.8 |
| Total     |      |                     | NBA  | 4 | 38  | 4   | 6  | 0   | 1  | 0   | 1  | 3     | 6   | 3    | 1   | 0   | 0   | 8  | 8   | .667 | .000 | .000 | 9.5 | 2.0 | 1.5 | 0.8 |